# Kiều hoa rừng
Kiều hoa rừng (danh pháp hai phần: Calanthe sylvatica) là một loài địa lan.
Cây phân bố ở Việt Nam và Madagascar.

## Hình ảnh

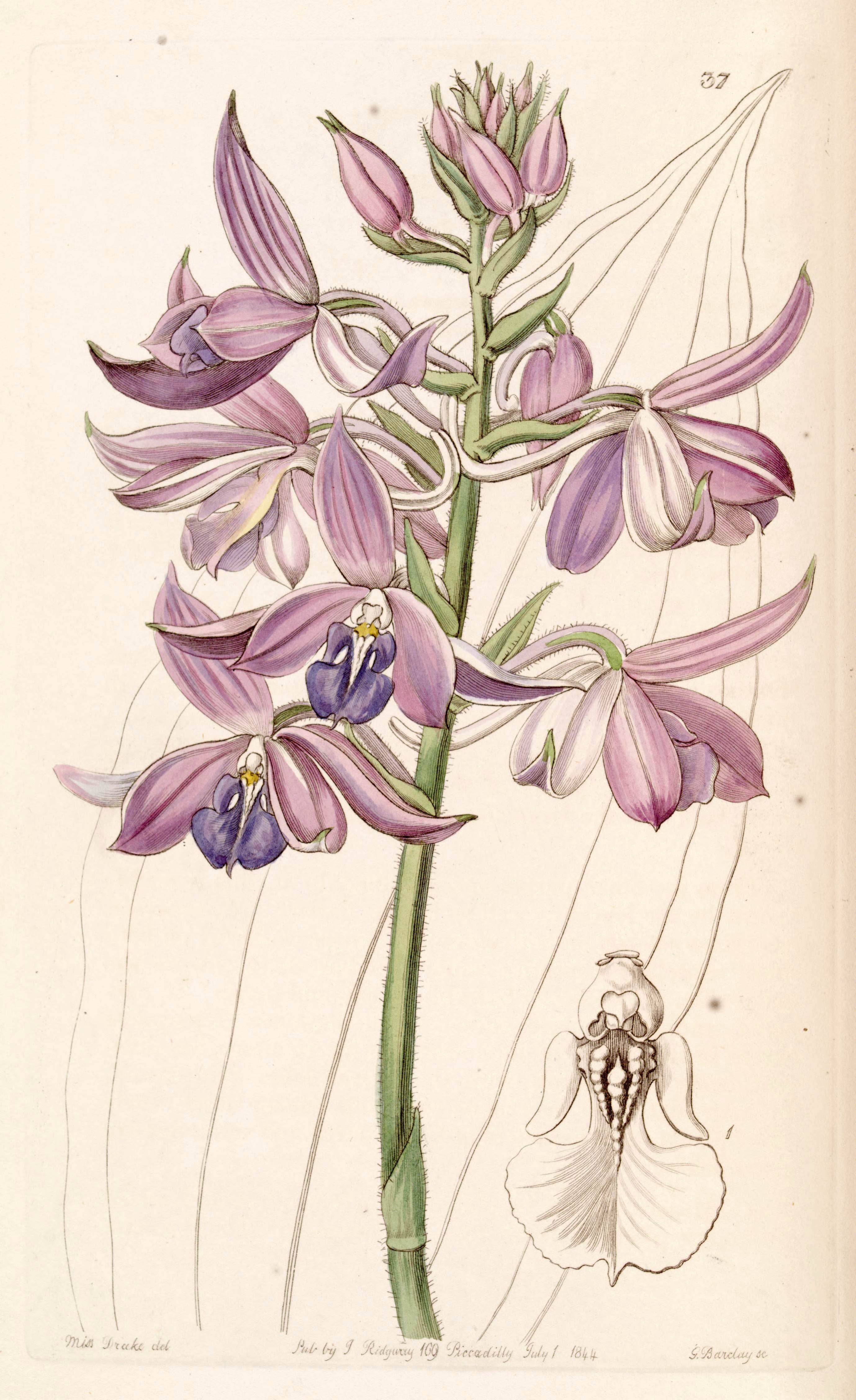
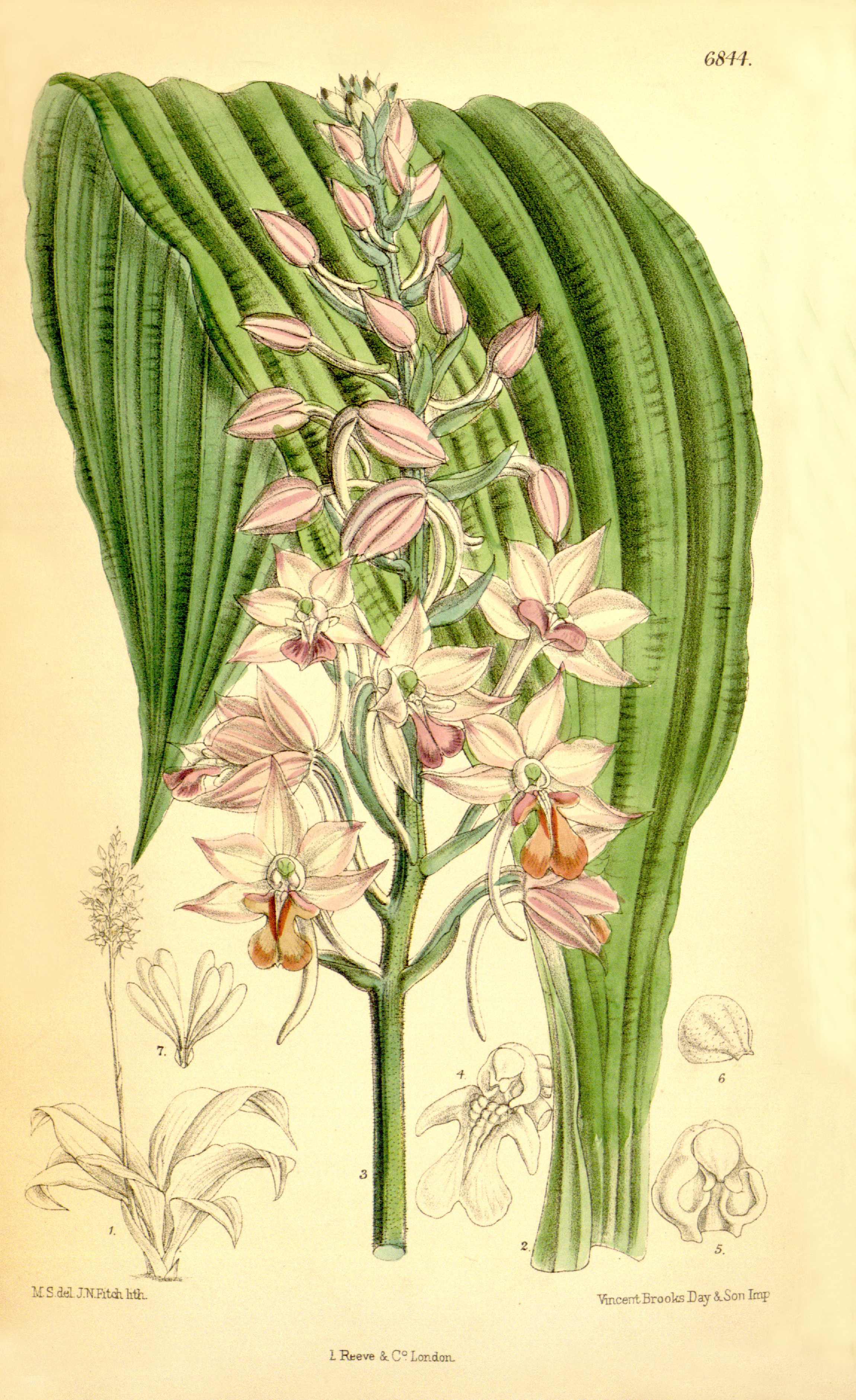
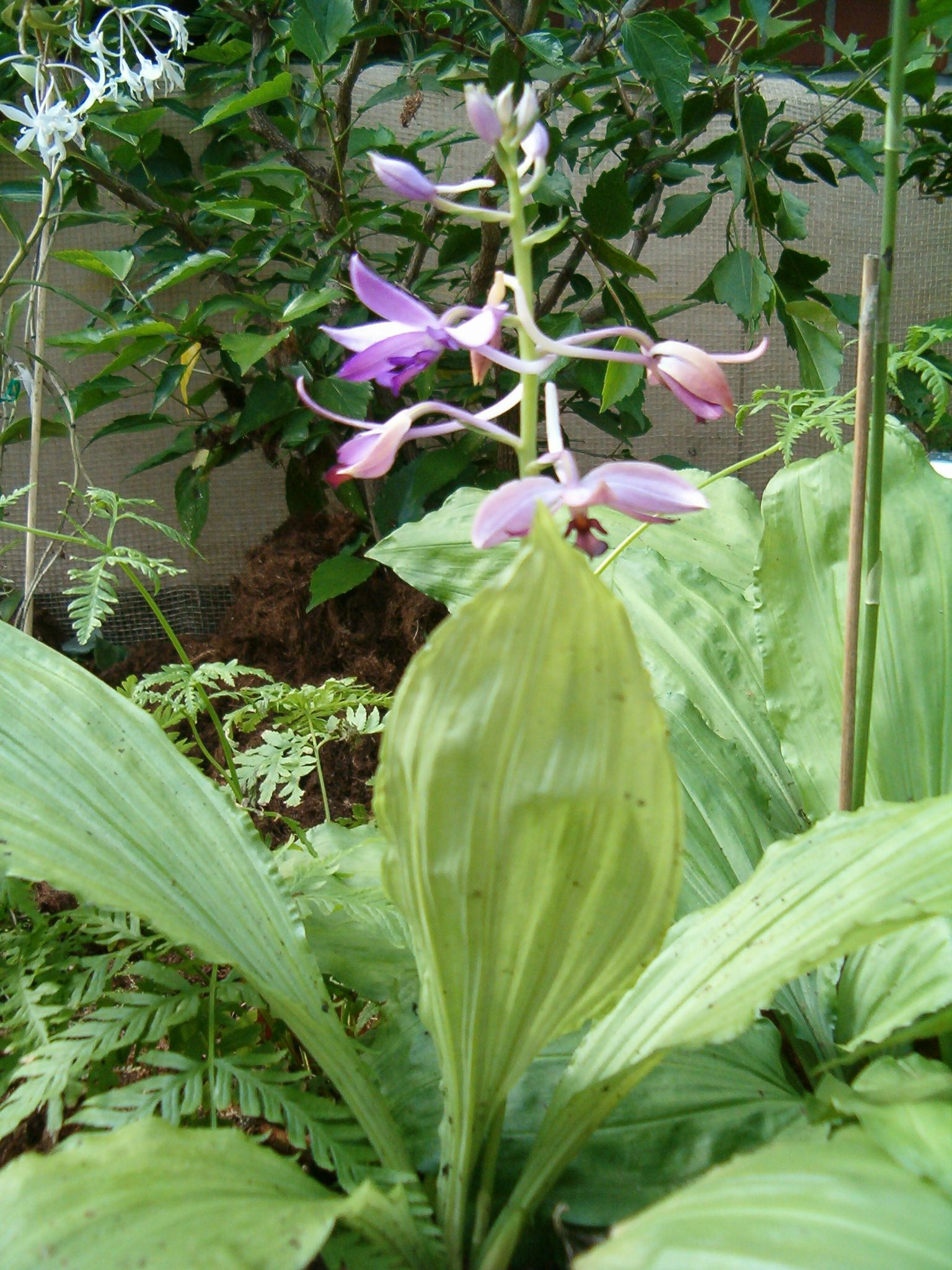
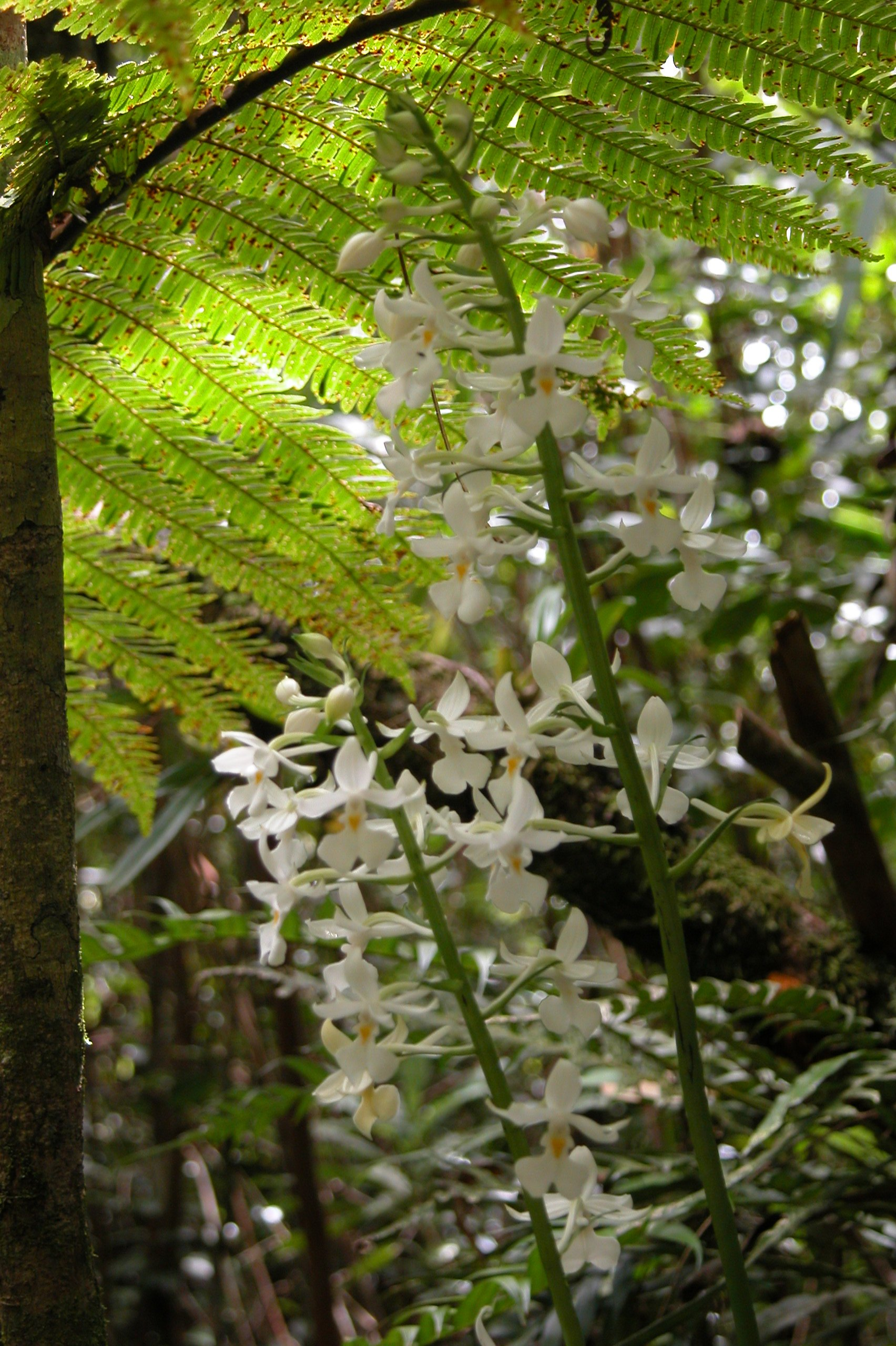